# Retaule major de la Seu Vella de Lleida
El retaule Major de la Seu Vella és una obra que va ser realitzada per Bartomeu Robió entre 1360 i 1362 per a presidir l'altar major de la Catedral Seu Vella. L'obra va ser realitzada en alabastre i policromada per Bernat Martorell. A més de Bartomeu Robió, d'altres escultors -com Pere Aguilar- també van participar en la confecció del retaule.

## Història
El retaule va ser realitzat en dos fases, la primera entre 1360-1362 i la segona un segle més endavant, cap a l'any 1439. Es va incorporar una predel·la amb escenes de la passió de Crist. El retaule va presidir el presbiteri de la catedral fins a l'any 1788, quan va ser desmantellat per la conversió de la Seu Vella en caserna militar després del cessament del culte arran de la Guerra de Successió. Aquest succés va propiciar la fragmentació i posterior dispersió del retaule.
El 1360 van començar els treballs de construcció i el 1363 ja s'havien muntat i unit totes les peces. A l'obra hi van participar Pere Aguilar, Francesc Xafarnes i Arnau Jordana. També hi va col·laborar Jaume Cascalls, tot i que aquest últim es va centrar més en l'escultura de la porta dels apòstols. Encara que antigament es considerava que l'alabastre provenia d'Aragó, el material utilitzat per a realitzar l'obra provenia de l'Espluga de Francolí, d'una qualitat lleugerament inferior a la de l'alabastre aragonès. Alguns documents posteriors van confirmar, tanmateix, que a les agulles i elements arquitectònics de retaule sí que es va utilitzar alabastre d'Aragó.
Encara que el retaule es va acabar el 1362, s'hi van seguir fent modificacions. Per exemple, s'hi va fer una lleu restauració l'any 1391, concretament d'alguna de les escenes del cicle iconogràfic de la infància de Jesús. Posteriorment va haver-hi més modificacions. La principal va ser l'afegit d'una predel·la, esculpida cap a 1439 per Rotllí Gualter i Jordi Safont i policromada per Bernat Martorell. Una vegada acabada la policromia, no s'han documentat modificacions importants fins que el 1788, com ja s'ha mencionat anteriorment, es va fragmentar i dispersar. Arran d'aquest fet, al Museu de Lleida: diocesà i comarcal es conserven un total de quatre escenes del retaule: la Pentecosta i un grup de quatre profetes o apòstols, totes dues corresponents a la part realitzada per Bartomeu Robió al segle xiv; la Crucifixió i el Davallament, aquestes últimes corresponents a la predel·la afegida al segle xv. A l'estranger també s'han trobat tres escenes repartides per diferents museus i col·leccions particulars: la reprovació d'Adam i Eva, al Fine Art Museum de San Francisco; un personatge masculí agenollat, al Museé Goya de Castres; també hi ha constància fotogràfica de l'escena del Sant Sopar, que està desaparegut. A banda, una referència en un antic catàleg de subhasta atesta l'existència d'un segon relleu amb quatre profetes o apòstols corresponent a la part del segle XIV; i una fotografia antiga demostra l'existència d'un quart compartiment de la predel·la, antigament conservat en una col·lecció lleidatana.

## Descripció
A partir de la seva reconstrucció hipotètica s'ha considerat que devia ser un retaule de grans dimensions. Quant a la seva estructura, s'ha posat en relació amb la d'altres retaules de l'Escola de Lleida, com el retaule major de Sant Llorenç Lleida o el de Santa Maria de Castelló de Farfanya. Aquests retaules tenen dos carrers i tres pisos que fan un total de dotze compartiments amb relleus. Iconogràficament, el retaule ha tingut una lectura difícil, ja que falten fragments, però estava dedicat a la Mare de Déu, ja que la catedral està dedicada a la Mare de Déu.

### Fragments conservats
1. Reprovació d'Adam i Eva Aquest fragment s'ubica al Fine Arts Museum de San Francisco. La reprovació es un tema iconogràfic curiós, ja que no té paral·lels en l'escultura gòtica catalana i tampoc en la pintura. S'hi representa a Déu i a Adam i Eva, nus i coberts parcialment amb una fulla de figuera.[9][10] El grup es troba enfront d'un bosc, on es representen arbres de forma simètrica que n'indiquen, també, una certa voluntat de crear un fons amb perspectiva. Un dels arbres mostra una serp enroscada que separa Adam i Eva. Hi ha una voluntat de representar el Jardí de l'Edèn. Veiem una influència del món italià en la manera de tractar l'espai escultòric. També destaca la manera de representar Déu, que es relaciona amb l'obra de Giotto i de Nicola i Giovanni Pisano per la forma dels ulls ametllats;[11][12] Déu es representa vestit amb un estil clàssic, amb uns plecs que recorden als de la indumentària dels personatges que veiem a les portes del baptisteri de Florència i estira el braç assenyalant a Adam i Eva.
2. Pentecosta El relleu de la Pentecosta s'hi representa a la Mare de Déu flanquejada per Sant Joan i Sant Pere. La identificació d'aquests dos sants és pel fet que el primer se'l representa sense barba i el segon com un ancià. Se sospita que sant Pere podria haver tingut l'atribut de les claus, però es troba molt malmès. Aquest tret iconogràfic és estrany, ja que no és habitual que es representi al sant amb el seu atribut en l'escena de la Pentecosta, però s'han trobat alguns exemples en la pintura i, també, un d'escultura en una de les claus de volta del Monestir de Pedralbes.[13] També s'hi representa una figura amb barba que podria ser Sant Andreu. Es nota una voluntat de caracteritzar a cadascun dels personatges amb personalitat, per diferenciar els uns dels altres. El més singular de l'obra és la contorsió dels caps dels representats, ja que sembla que estiguin mirant alguna cosa damunt dels seus caps que podria ser l'aparició l'Esperit Sant. Iconogràficament, el compartiment troba una representació semblant i propera a la Pentecosta del retaule d'Albesa, en què apareix la Mare de Déu en posició orant envoltada dels apòstols.[14]
3. Personatge agenollat (rei de l'Epifania?) En aquest fragment s'hi representa un ancià agenollat i actualment es troba Al Museu Goya de Castres. A diferència de l'escena anterior, el resultat escultòric no és tan detallat com l'anterior peça i s'assembla més estilísticament al grup dels quatre profetes. La seva identificació com a rei mag s'ha efectuat sobre la base d'altres exemples d'aquella època, com veiem, per exemple, al foli 52 de Les Molt Riques Hores del Duc de Berry.[15][16] Tanmateix, aquesta identificació ha estat desmentida per Pere Beserán, ja que el seu aspecte no s'adequa al d'un rei mag. Per contra, aquest autor ha identificat el personatge amb sant Joan a partir de les similituds iconogràfiques amb un personatge similar representat al sepulcre de Ramon Serra el Vell i, també al de Berenguer de Castelltort, ambdós a l'església de Santa Maria de Cervera.[17]
4. Grup dels quatre profetes o apòstols En un altre relleu s'hi representen quatre profetes o apòstols. Aquest compartiment, juntament el de la Pentecosta, es troba al Museu de Lleida: diocesà i comarcal. Se’ls ha representat com a homes d'edat avançada. Els quatre personatges mostren la mirada perduda i no hi ha contacte visual entre ells. Les dues figures centrals es troben subjectant un llibre, d'aquí la seva possible identificació de tots ells com a apòstols.[18]
5. Altres compartiments Els altres compartiments conservats o coneguts no van ser realitzats per Bartomeu Robió, sinó per Rotlli Gualter i Jordi Safont. Es tracta dels compartiments que integraven la predel·la afegida al segle xv, que estava dedicada a la Passió. Al Museu de Lleida: diocesà i comarcal es conserven la Crucifixió i el Davallament, a més d'un dels dosserets que remataven superiorment els compartiments d'aquesta predel·la. Altrament, es té constància fotogràfica del Sant Sopar, del qual es desconeix la ubicació actual. A banda dels relleus esmentats, plenament relacionables al retaule major, Al Fogg Art Museum de la Universitat Harvard es conserva una Presentació de Jesús al Temple que algun s'ha proposat associar a la part del retaule realitzada per Bartomeu Robió, però la historiografia no s'ha mostrat unànime al respecte.[19][20] Passa exactament el mateix amb un relleu amb la Resurrecció dels Morts conservat al Museu de Lleida: diocesà i comarcal.[21][8]

## Policromia
A finals del segle xiv es va aplicar una primera policromia al conjunt sota la direcció del mestre d'obres Guillem Solivella. Més endavant Bernat Martorell efectuarà una segona policromia, després que el pintor lleidatà Jaume Ferrer efectués el despintat de la policromia original. Més endavant Ferrer va participar en l'obra afegint-hi unes taules pintades per les que li van pagar 30 florins. Les peces del retaule es van haver de desmuntar i es van portar a la capella del Palau del Bisbe. El cost total de l'obra va ascendir a un total d'11.543 sous i 9 diners i mig. A la policromia també hi va participar Rafael Destorrents, àlies Gregori, especialment conegut per la seva activitat com a miniaturista.